# Romeynshof (métro de Rotterdam)
Romeynshof est une station de la ligne A du métro de Rotterdam. Elle est située, no 2 Stresemannplaats, dans le quartier résidentiel Ommoord (nl) de Rotterdam au Pays-Bas.
La station est mise en service en 1983.

## Situation sur le réseau

Plan du métro.

Établie en surface, Romeynshof, est une station de passage de la ligne A du métro de Rotterdam, elle est située, entre la station terminus Binnenhof et la station Graskruid, en direction du terminus ouest Vlaardingen-West,.
Elle dispose de deux quais latéraux encadrant les deux voies de la ligne.

## Histoire
La station Romeynshof est mise en service le 28 mai 1983, lors de l'ouverture à l'exploitation du prolongement de la ligne Est-Ouest (nl) (nom de l'époque), de Capelsebrug à Binnenhof dans le quartier Ommoord (nl).. Le nom de la station fait référence à l'immeuble d'habitation Romeynshof situé à proximité.
La station a entièrement été rénovée en 2005 et a obtenu le nouveau style maison qui est aujourd'hui visible sur toutes les stations de métro du RET.

## Services aux voyageurs

### Accès et accueil
L'accès est situé au no 2 Stresemannplaats. La station est équipée d'automates pour la recharge ou l'achat de titres de transport et d'abris sur le quais, elle est accessible aux personnes à la mobilité réduite.

### Desserte
Les circulations des rames varient suivant les heures et les aléas de l'exploitation : en situation ordinaire, les rames ont pour relation Binnenhof - Schiedam-Centre ; aux heures de pointe la relation est Binnenhof - Vlaardingen-West.

### Intermodalité
Des parkings pour les véhicules sont aménagés à proximité.

## À proximité
À côté de la station, se situe le bâtiment de quartier qui abrite la bibliothèque et l'association citoyenne du quartier.